# Laura Fuertes
Laura Fuertes Fernández (Gijón, 29 de abril de 1999) es una deportista española que compite en boxeo.
Ganó una medalla de bronce en el Campeonato Mundial de Boxeo Aficionado Femenino de 2022, en la categoría de 50 kg. En los Juegos Europeos de Cracovia 2023 consiguió una medalla de bronce en la misma categoría.
Participó en los Juegos Olímpicos de París 2024, ocupando el decimoséptimo lugar en la categoría de 50 kg, tras perder el combate de dieciseisavos de final contra la mexicana Fátima Herrera.
Es la primera boxeadora española que participa en unos Juegos Olímpicos, además de la primera medallista española en un Mundial amateur.
Estudió Comunicación Audiovisual en la Universidad Católica San Antonio de Murcia.

## Palmarés internacional
| Campeonato Mundial | Campeonato Mundial  | Campeonato Mundial | Campeonato Mundial |
| Año                | Lugar               | Medalla            | Categoría          |
| ------------------ | ------------------- | ------------------ | ------------------ |
| 2022               | Estambul (Turquía)  | Medalla de bronce  | 50 kg              |
| Juegos Europeos    |                     |                    |                    |
| Año                | Lugar               | Medalla            | Categoría          |
| 2023               | Nowy Targ (Polonia) | Medalla de bronce  | 50 kg              |